# Quetta (ville du Pakistan)
Pour les articles homonymes, voir Quetta.
Quetta (en pachto : کوټه, en baloutchi : کویته et en ourdou : کوئٹہ, /ˈkweːʈə/) est la capitale de la province du Balouchistan au Pakistan.
Située au sud-ouest du pays, près de la frontière avec l'Afghanistan, dans une zone relativement peuplée, c'est une ville de plus de 1,5 million d'habitants dont une majorité de Pachtounes, ainsi que des minorités Baloutches et Hazaras. La ville est un pôle important de transit entre l'Afghanistan et le Pakistan.
Située à une altitude de 1 900 mètres, la ville est considérée comme le « panier à fruits » du Pakistan. Malgré cela Quetta est classée cinquième ville la plus polluée au monde par l'OMS.

## Géographie

### Climat
Le climat est aride, très chaud et sec en été et doux en hiver.

## Histoire

### Histoire ancienne
La date de fondation de Quetta n'est pas certaine, probablement vers l'an 600. La région fait partie de l'empire perse sassanide, puis est annexée par le Califat Rashidun lors de la conquête islamique au VIIe siècle. Ensuite le territoire est intégré à l'Empire omeyyade et abbasside.
La ville est mentionnée au XIe siècle comme étant prise par Mahmud de Ghazni lors d'une de ses invasions du sous-continent.
En 1543, l'empereur moghol Humayun s'y arrête dans sa retraite vers la Perse, y laissant son fils d'un an Akbar, jusqu'à son retour deux ans plus tard. Les Moghols règnent sur Quetta jusqu'en 1556, date à laquelle les Perses s'en emparent, puis elle est reprise par Akbar en 1595.

### Sous la domination britannique

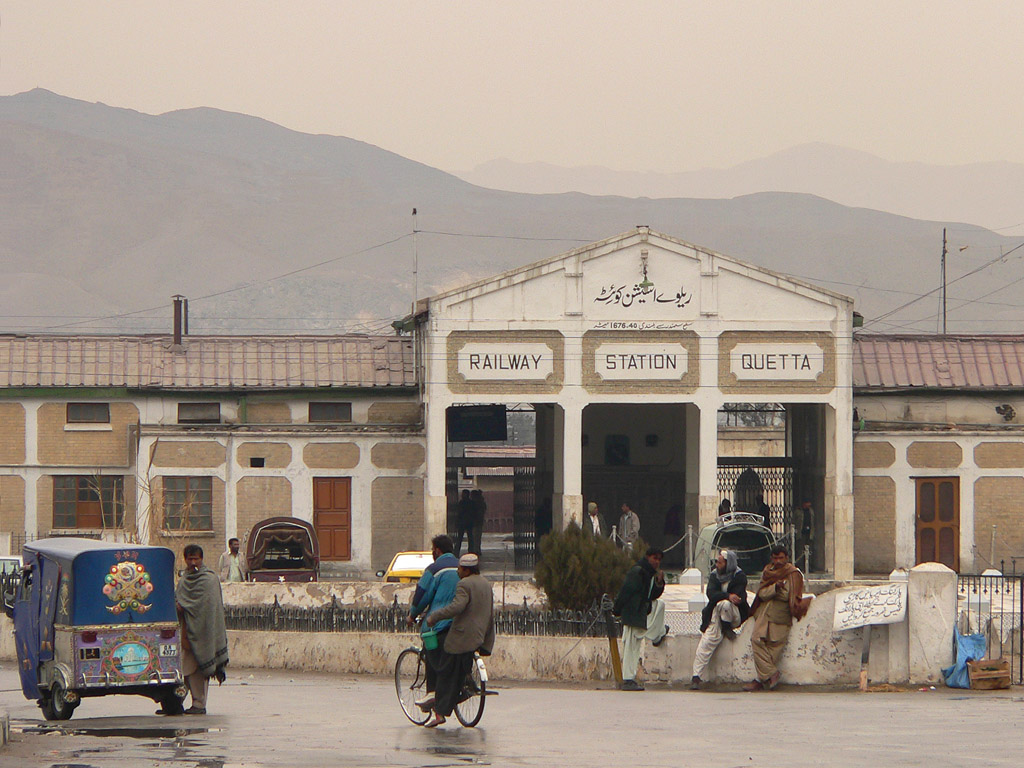
Gare de Quetta.

En 1828, le premier Occidental visite Quetta, et la décrit comme un fort aux murs de tourbe entouré de 300 maisons de torchis. Brièvement occupée par les Britanniques pendant la Première guerre anglo-afghane en 1839, ce n'est pas avant 1876 que Quetta passe entièrement sous domination britannique et que Robert Sandeman est nommé agent politique du Balouchistan.
Depuis la Partition de l'Inde, la population a augmenté de façon spectaculaire.

### Années 2000 et 2010
À la suite de la déroute des Talibans en Afghanistan en 2001, un haut conseil des Talibans, la Choura de Quetta, se reconstitue et s'installe dans les environs de la ville.
Le 11 avril 2019, la ville de Quetta est victime d'un attentat meurtrier à la bombe. Ce dernier est revendiqué par une faction des talibans pakistanais. Au moins 20 personnes sont tuées et 48 sont blessées. Parmi les victimes, 8 appartiennent à la minorité chiite hazara et une faisait partie des forces de sécurité.
Le 21 avril 2021, Quetta fait face à nouveau à un attentat dans l'hôtel Serena. Une bombe explose dans le parking de l'hôtel faisant 4 morts et 12 blessés. Le Tehrik-e-Taliban Pakistan revendique l'action.

## Démographie
En 2023, la population est recensée à presque 1,6 million d'habitants, l'une des croissances les plus vigoureuses du pays, puisque selon le recensement menée à peine six ans plus tôt, la population était estimée autour d'un million d'habitants.
|            | 1941    | 1951    | 1961     | 1972    | 1981    | 1998    | 2017      | 2023      |
| ---------- | ------- | ------- | -------- | ------- | ------- | ------- | --------- | --------- |
| Population | 065 000 | 084 000 | 0107 000 | 158 000 | 286 000 | 565 137 | 1 001 205 | 1 565 546 |

La population de la ville est l'une des plus cosmopolites du pays. Les habitants sont majoritairement des Pachtounes parlant le pachto (63 %). Concernant les minorités, près de 10 % sont des Brahouis et 7 % des Baloutches, originaires de la province. Enfin, 5 % sont des Pendjabis et 4 % sont des locuteurs natifs de l'ourdou.
De plus, la ville compte une importante minorité de Hazaras, peuple réfugié d'Afghanistan, peut-être jusqu'à 500 000 individus. 

## Cultes

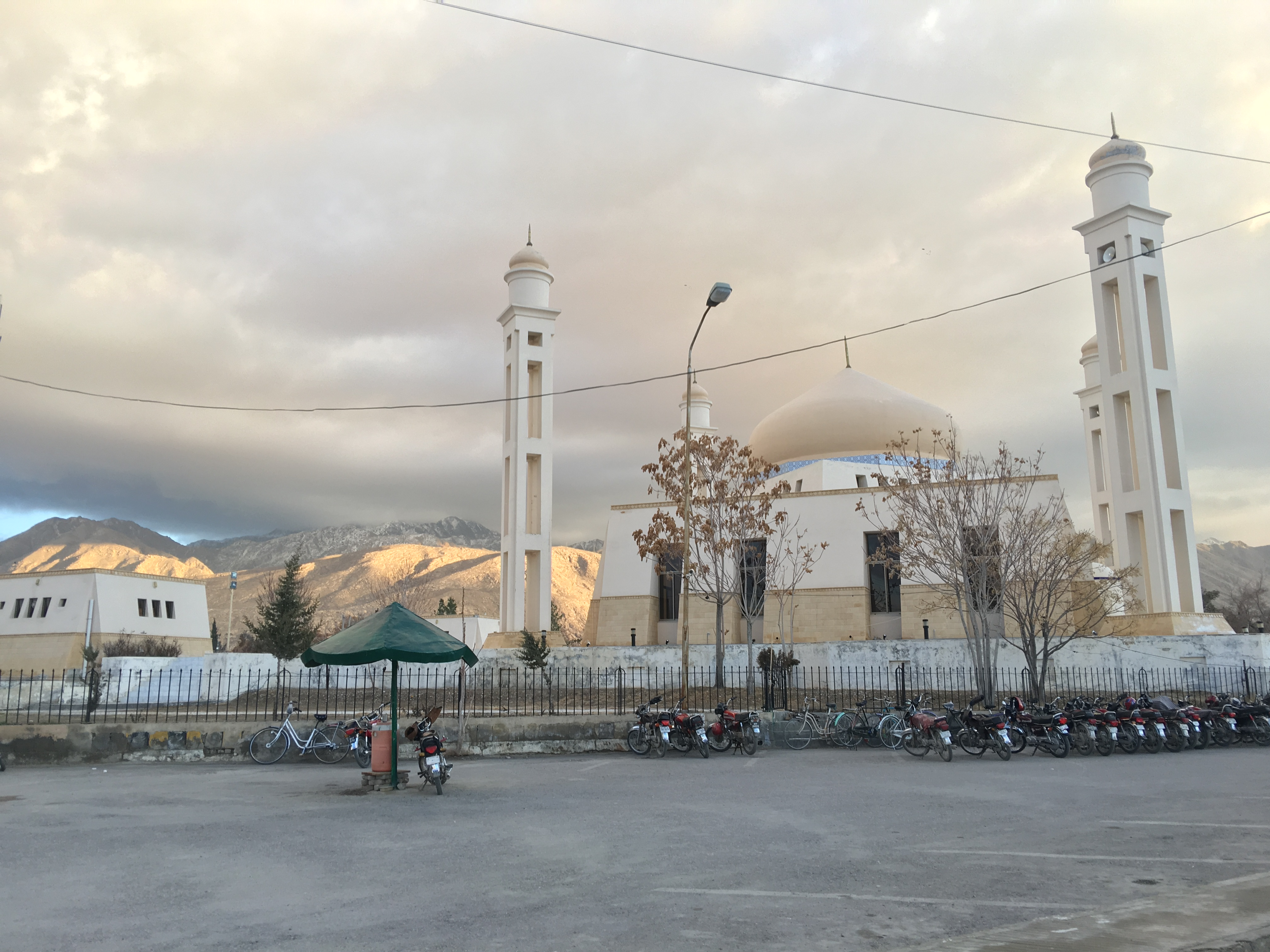
Mosquée à Quetta

En 1941, quelques années avant la partition de l'Inde, la ville est plurielle sur le plan religieux. Les musulmans sont légèrement majoritaires, représentant 43 % des habitants, tandis que les hindous sont 37 %, les sikhs 11 % et les chrétiens 8 %. La plupart des minorités fuit en Inde lors de la création du Pakistan en 1947. Selon le recensement de 2023, près de 98 % de la population est musulmane, tandis que la communauté chrétienne compte près de 15 000 fidèles et les hindous 5 000. On compte enfin de tout petits groupes de sikhs et ahmadis, environ une centaine de membres à chaque fois.
La cathédrale catholique du Saint-Rosaire de Quetta est le siège du vicariat apostolique de Quetta.

## Politique
Depuis le redécoupage électoral de 2018, la ville de Quetta sont représentés par sept circonscriptions à l'Assemblée provinciale du Baloutchistan, numérotées de 25 à 31, ainsi que par la circonscription no 265 à l'Assemblée nationale. Les rapports de forces politiques traduisent en partie la diversité ethnique de la ville, avec des partis pro-Baloutches à l'instar du Parti national baloutche ou du Parti national et des partis pro-Pachtounes comme le Parti national Awami ou le Pashtunkhwa Milli Awami.
| Parti                                      | Voix    | %      |
| ------------------------------------------ | ------- | ------ |
| Mouvement du Pakistan pour la justice      | 25 979  | 22,6 % |
| Parti national baloutche                   | 20 394  | 17,8 % |
| Pashtunkhwa Milli Awami                    | 11 487  | 10,0 % |
| Muttahida Majlis-e-Amal                    | 10 124  | 8,8 %  |
| Ligue musulmane du Pakistan (N)            | 9 931   | 8,7 %  |
| Parti national Awami                       | 7 297   | 6,4 %  |
| Parti du peuple pakistanais                | 5 878   | 5,1 %  |
| Autres partis                              | 14 238  | 12,4 % |
| Indépendants                               | 9 414   | 8,2 %  |
| Total exprimés (participation : 36,8 %)    | 114 742 | 100 %  |
| Source : Commission électorale du Pakistan |         |        |